# Alejandro Carbonell (Eishockeyspieler)
Alejandro Carbonell Iruela (* 16. Januar 1994 in Jaca) ist ein spanischer Eishockeyspieler, der seit 2020 erneut beim CH Jaca in der spanischen Superliga auf dem Eis steht.

## Karriere
Alejandro Carbonell begann seine Karriere als Eishockeyspieler in der Jugend des CH Jaca, für deren erste Mannschaft er in der Saison 2011/12 sein Debüt in der Spanischen Superliga gab. Mit Jaca wurde er in seinem Rookiejahr auf Anhieb spanischer Meister und Pokalsieger. Auch 2013 konnte er mit seinem Stammverein den Pokalwettbewerb gewinnen, während 2015 erneut der Gewinn der Meisterschaft gelang. Zum Jahreswechsel 2015/16 wechselte er nach Frankreich, wo er für den Gap Hockey Club sowohl in der französischen U22-Liga als auch in der Ligue Magnus zum Einsatz kam. Zur Spielzeit 2016/17 kehrte er zum CH Jaca zurück, wechselte aber bereits nach einer Spielzeit erneut nach Frankreich, wo er für Sports de Glace Annecy in der Division 1, der zweithöchsten Spielklasse auf dem Eis stand, mit dem Klub aus Savoyen aber 2018 als Tabellenletzter absteigen musste. Anschließend ging er wieder nach Spanien, wo er zwei Jahre beim FC Barcelona spielte.  2020 kehrte er nach Jaca zurück und gewann mit seinem Klub 2023 wiederum die spanische Meisterschaft und den Pokalwettbewerb.

### International
Für Spanien nahm Carbonell im Juniorenbereich an den U18-Junioren-Weltmeisterschaften der Division II 2011 und 2012 sowie den U20-Junioren-Weltmeisterschaften der Division II 2012, 2013 und 2014, als er als bester Stürmer des Turniers ausgezeichnet wurde, teil. Bei der U18-Weltmeisterschaft 2012 führte er die spanische Mannschaft als Kapitän auf das Eis. Zudem spielte er mit der spanischen Studentenauswahl bei der Winter-Universiade 2015 in Granada.
Im Seniorenbereich stand er im Aufgebot seines Landes bei den Weltmeisterschaften der Division II 2013, 2014, 2015, 2016, 2017, 2018, 2019, 2022 und 2023, als ihm mit den Iberern nach zwölf Jahren die Rückkehr in die Division I gelang und er selbst zum besten Spieler seiner Mannschaft gewählt wurde. Zudem vertrat er seine Farben bei den Olympiaqualifikationen für die Winterspiele 2018 in Pyeongchang, 2022 in Peking und 2026 in Mailand.

## Erfolge und Auszeichnungen
- 2012 Spanischer Meister und Pokalsieger mit dem CH Jaca
- 2013 Spanischer Pokalsieger mit dem CH Jaca
- 2015 Spanischer Meister mit dem CH Jaca
- 2023 Spanischer Meister und Pokalsieger mit dem CH Jaca

### International
- 2014 Bester Stürmer bei der U20-Weltmeisterschaft der Division II, Gruppe B
- 2014 Aufstieg in die Division II, Gruppe A, bei der Weltmeisterschaft der Division II, Gruppe B
- 2018 Aufstieg in die Division II, Gruppe A, bei der Weltmeisterschaft der Division II, Gruppe B
- 2023 Aufstieg in die Division I, Gruppe B, bei der Weltmeisterschaft der Division II, Gruppe A

## Ligue-Magnus-Statistik
Stand: Ende der Saison 2015/16